# Cova des Pont
Die Cova des Pont (‚Brückenhöhle‘) ist eine Tropfsteinhöhle an der Ostküste der spanischen Baleareninsel Mallorca. Sie ist eine von mehreren Karsthöhlen auf dem Landgut Can Frasquet südlich des Ortes S’Estany d’en Mas in der Gemeinde Manacor, die zusammen als Coves des Pirata (‚Piratenhöhlen‘) bezeichnet werden, was auf ihre Lage in Meeresnähe hinweist. Die Cova des Pont ist mit den Höhlen Cova des Pirata und Cova de sa Piqueta subaquatisch verbunden und bildet mit diesen ein 3091 Meter langes gemeinsames Höhlensystem, von dem 1190 Meter unter Wasser stehen.

## Lage

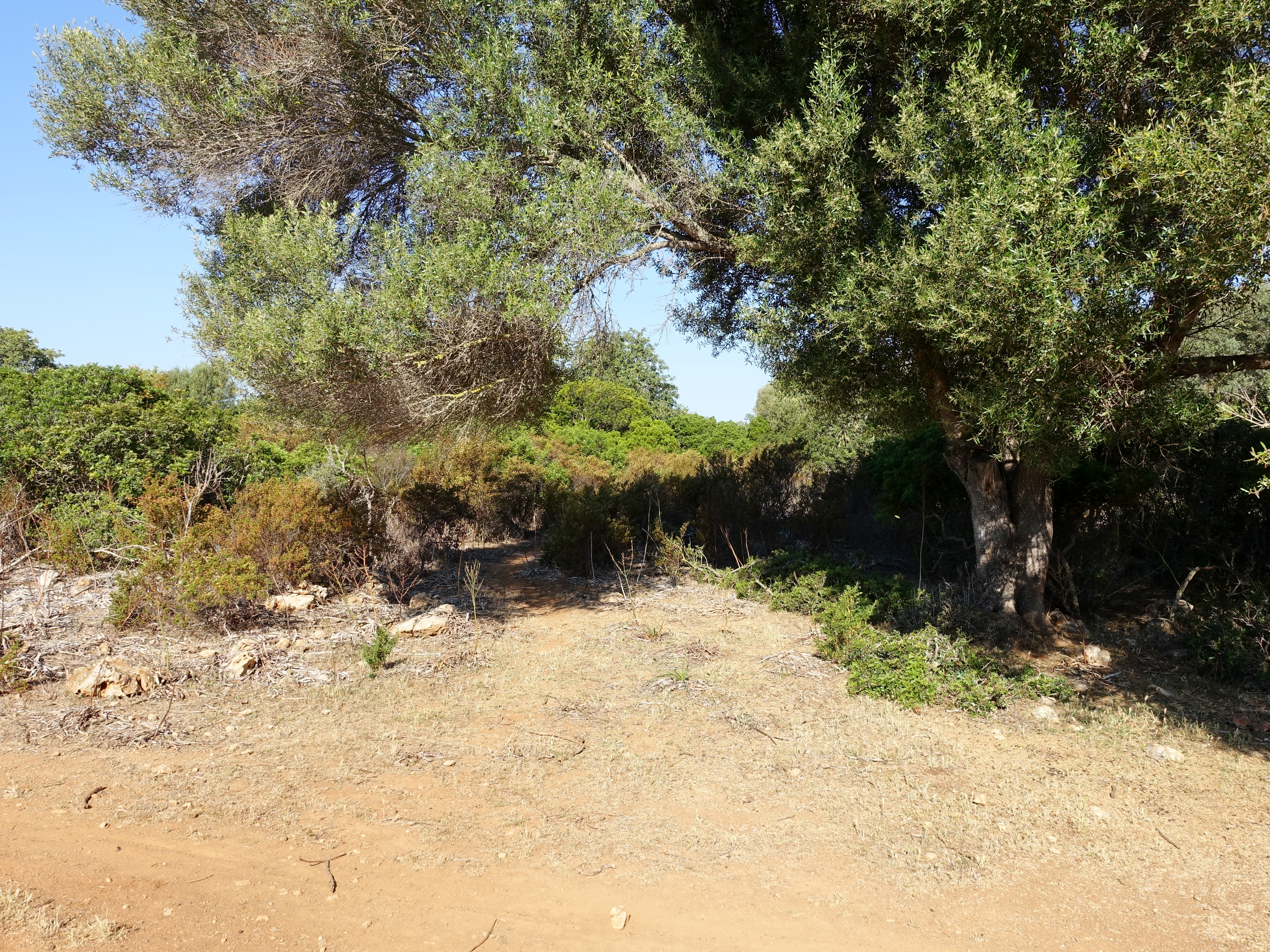
Weg zum Höhleneingang

Der Eingang zur Cova des Pont befindet sich 480 Meter von der Ostküste Mallorcas an der Cala Falcó entfernt innerhalb des Naturschutzgebietes Cales Verges de Manacor. Die nächste Ortschaft, S’Estany d’en Mas, liegt 1080 Meter nördlich, die Meeresbucht Cala Varques 830 Meter im Süden und der historische Wehrturm Son Fortesa 1840 Meter westlich.
Der mit einer Metallgittertür versehene Höhleneingang liegt 170 Meter nordwestlich des Weges von S’Estany d’en Mas zu den Gebäuden von Can Frasquet unter hohen Bäumen inmitten von Sträuchern. Von dort reicht der Hauptraum der Cova des Pont, die große Halle (Sala gran), etwa 70 Meter nach Norden. Weitere Gänge führen nach Osten und Süden. Die Gesamtlänge der Höhle beträgt 1075 Meter, die größte Breite 40 Meter. Ungefähr 190 Meter südöstlich des Eingangs besteht eine Verbindung zur Cova des Pirata. Der Höhleneingang befindet sich in 26 Metern Höhe über dem Meeresspiegel, die Höhendifferenz der Höhle beträgt insgesamt 33 Meter.

## Name und Geschichte

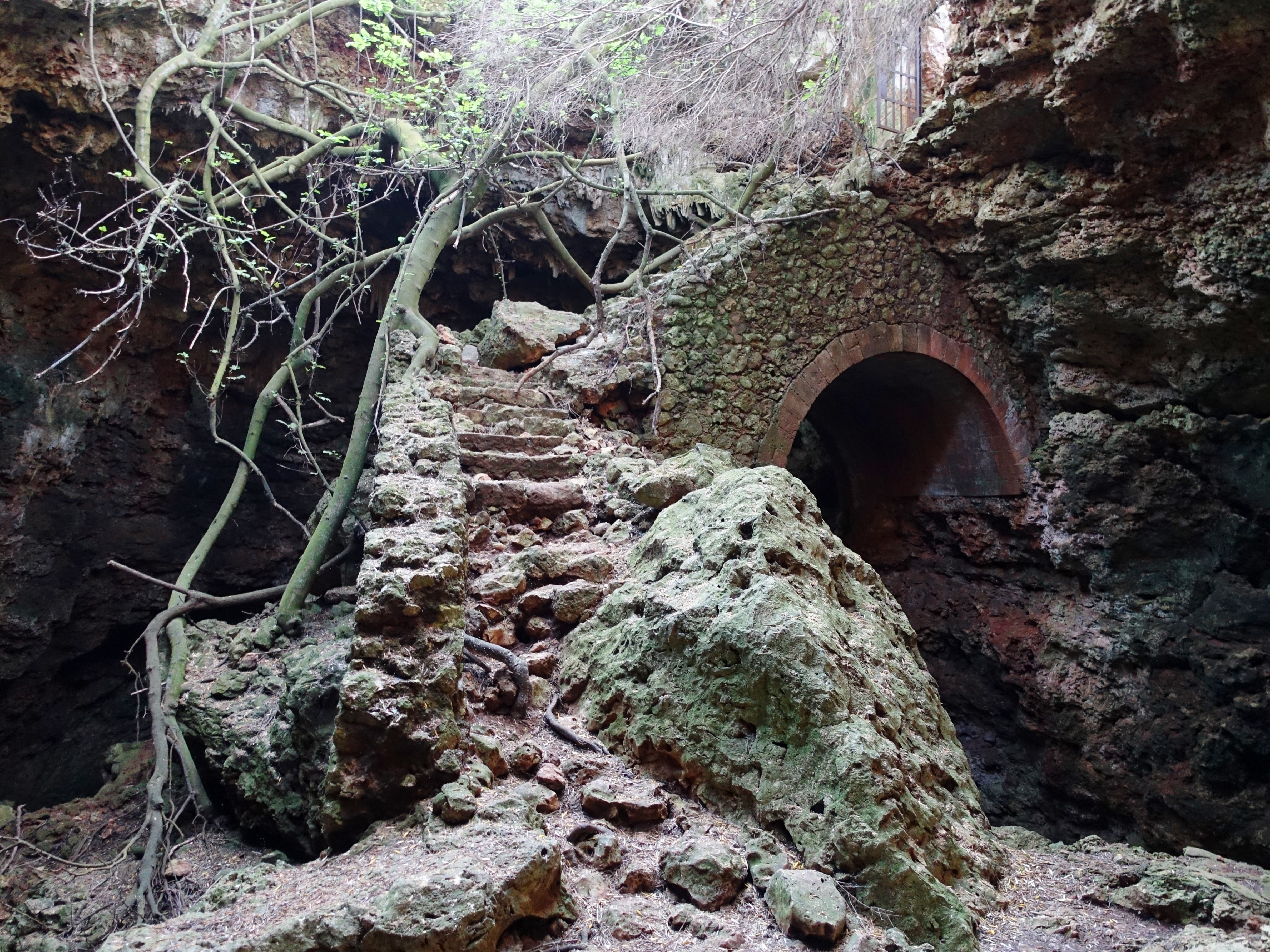
Brücke hinter dem Eingang

Die Cova des Pont entstand, wie auch die anderen „Piratenhöhlen“ der Umgebung, durch Verkarstung des Kalksteins. Sie wurde 1884 von Rafael Lozano erstmals erwähnt und 1897 anlässlich einer Landwirtschaftsausstellung sowie der Messen und Feste in Manacor zu einer Schauhöhle ausgebaut. Nach einem Eigentümerwechsel wurde die in Privatbesitz befindliche Cova des Pont 1920 für die Öffentlichkeit wieder geschlossen. Heute ist von den damaligen Umbauten zur Schauhöhle kaum noch etwas erhalten. Ihren Namen verdankt die Höhle einer Brücke (katalanisch Pont), die über eine acht Meter tiefe Senke am Eingang errichtet wurde. Dieser liegt an einer etwas über zwölf Meter breiten, durch einen Deckeneinsturz entstandenen Öffnung der Höhle.

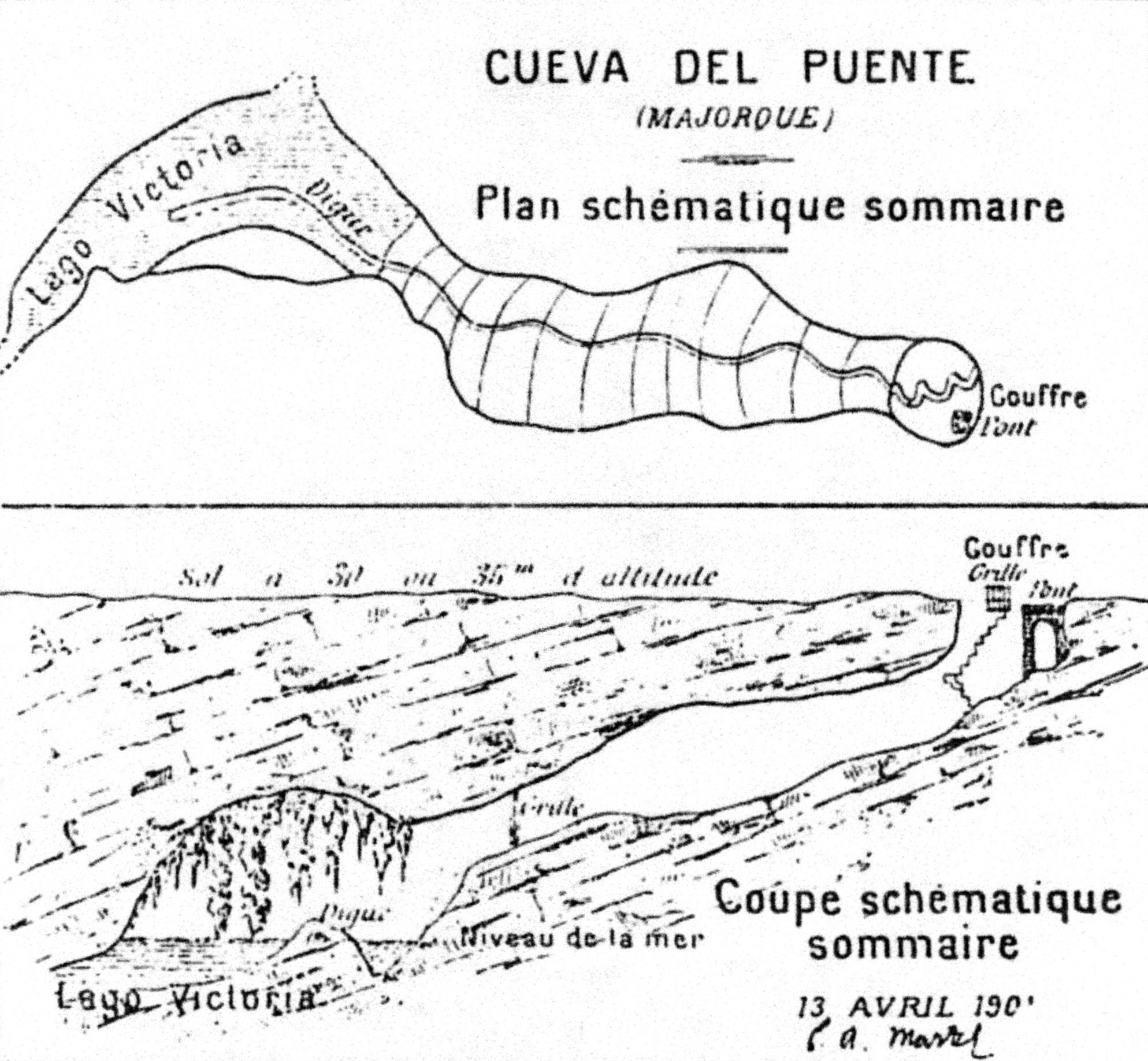
Schematische Skizze der Cova des Pont nach Édouard Alfred Martel

Von dem Maler Gaston Vuillier informiert, der die Höhle 1898 besuchte, besichtigte 1901 der französische Höhlenforscher Édouard Alfred Martel die Cova des Pont und die benachbarte Cova des Pirata und veröffentlichte 1903 schematische Skizzen der beiden Höhlen. Er äußerte sich 1926 zur Cova des Pont dahingehend, dass die Brücke am Eingang wohl aus der Zeit der Mauren (bis 1229) stamme. Dies ist jedoch zweifelhaft, es gibt keine Überlieferung zur Bauzeit der Brücke. Sie erhebt sich auf 28 Reihen aus Sandsteinsegmenten (je etwa 40 × 30 cm), die ein Tonnengewölbe bilden, das bei einer Brückenbreite von 3,50 Metern eine Länge von 3,60 Metern überspannt. Keramikfunde am Fuß der Brücke lassen vermuten, dass sie aus dem 17. Jahrhundert stammt.
Eine detaillierte Kartografierung der Cova des Pont erfolgte von 1971 bis 1977 durch den Speleo Club Mallorca (SCM). Die Erkundung der unterirdischen Seen 1988/89 durch den Cwmbran Caving Club (CCC) führte 1989 zur Entdeckung einer schmalen überfluteten Galerie, die eine Verbindung zur Cova des Pirata darstellt. Der bekannteste See der Höhle ist der 575 m² große Llac Victòria (Lago Victoria). Von 2002 bis 2006 wurden die unterirdischen Seen der Cova des Pont von Tauchern der Grup Nord de Mallorca (GNM) erforscht. Mit der festgestellten Länge von 1075 Metern ist die Cova des Pont die sechstlängste Höhle Mallorcas. Seit 2006 gilt die Höhle als „Gebiet von gemeinschaftlicher Bedeutung“ (GGB bzw. englisch SCI) nach Natura 2000 der Fauna-Flora-Habitat-Richtlinie der Europäischen Union.

Ansichten der Höhle
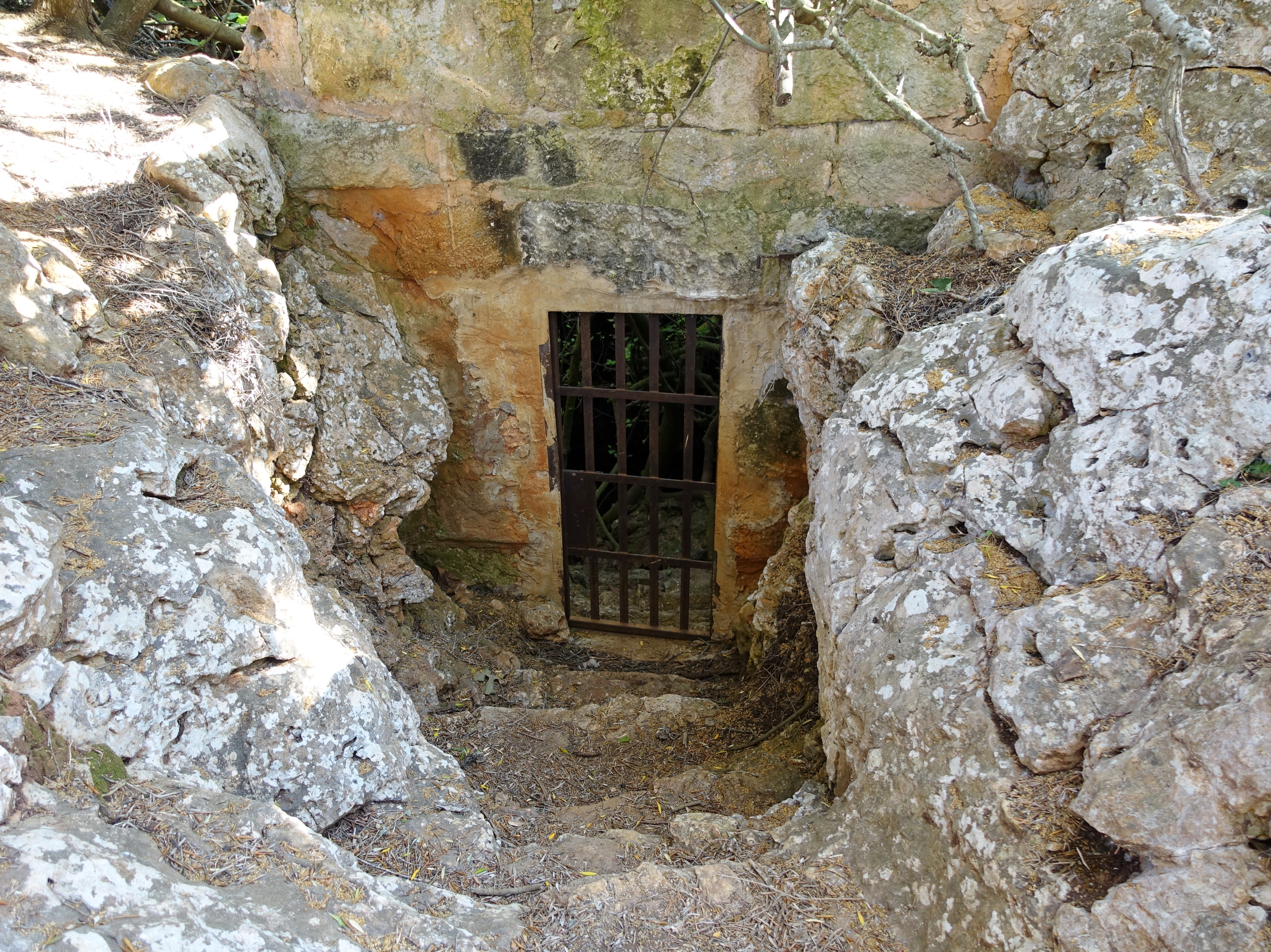
Höhleneingang am Einbruchskessel
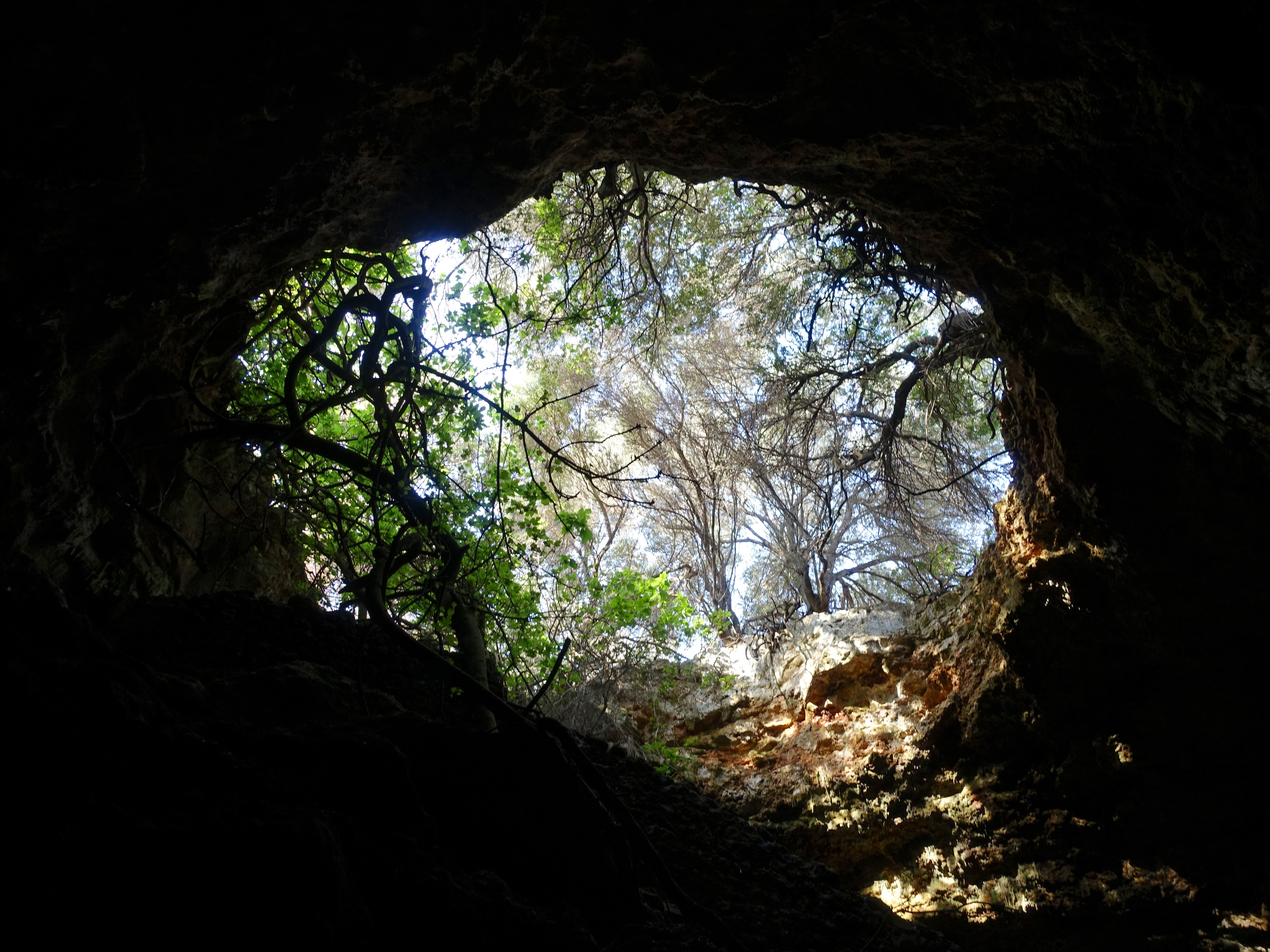
Einbruchskessel aus dem Inneren der Höhle
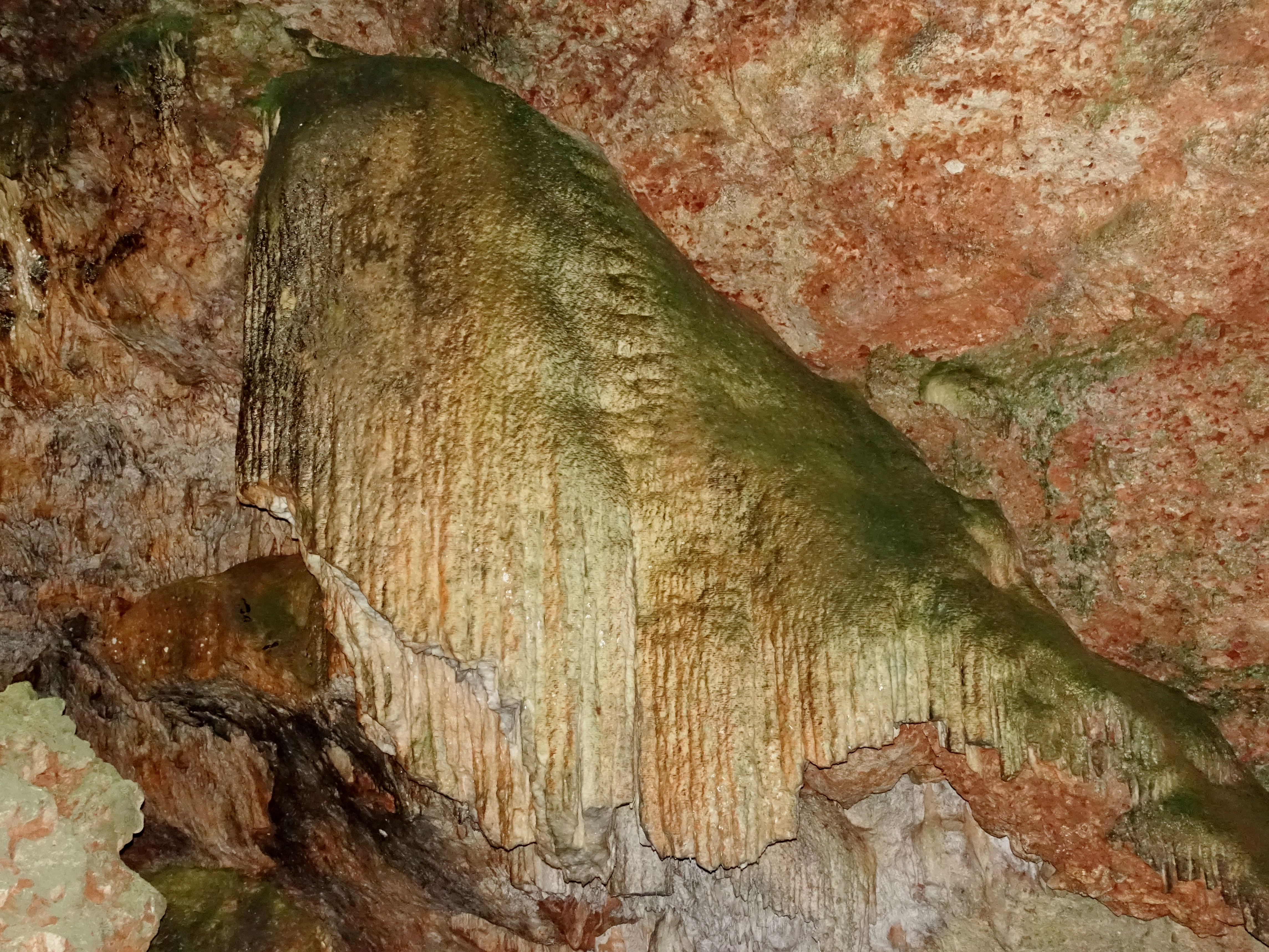
Felsformation
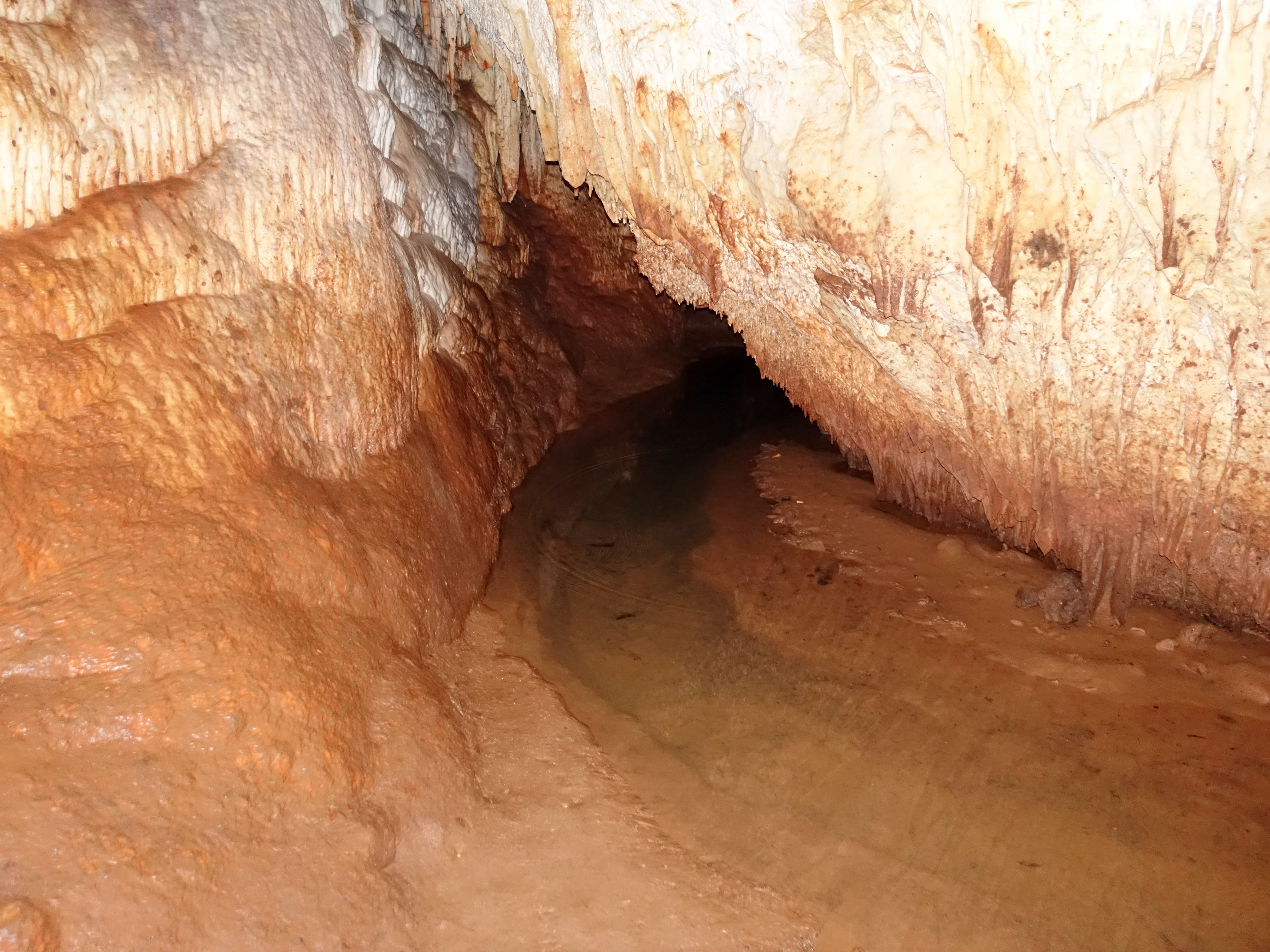
Wasser in der großen Halle (Sala Gran)

## Sonstiges
Am Karsamstag 2017 tauchten die Speläologen Francesc Gràcia und Guillem Mascaró vom Grup Nord de Mallorca (GNM) zu Forschungszwecken von der Cova de sa Piqueta aus in das Unterwasserhöhlensystem ein, wobei das Führungsseil riss und beide die Orientierung verloren. Wegen aufgebrauchter Sauerstoffvorräte konnte nur Mascaró allein den Ausgang erreichen, Gràcia verblieb in einer etwa 100 Meter langen und 40 bis 50 Meter breiten Luftkammer. Erst am Ostermontag, kurz vor Mitternacht des 17. April, konnte Gràcia nach 60 Stunden von Einsatzkräften, unter anderem der Taucher-Spezialeinheit G.E.A.S. der Guardia Civil und Tauchern der GNM, aus dem Höhlensystem gerettet werden.